# Cista žutog tela jajnika
Cista žutog tela jajnika ili luteinska cista nastaje ukoliko folikul jajnika koji je sadržao jajnu ćeliju, nakon njegovog pucanja i oslobađanja jajne ćelije ne degeneriše i formira žuto telo, već se zatvori i formira kesastu šupljinu u kojoj se nakuplja tečnost. Kako je funkcija žutog tela lučenje hormona za pripremu sledeće jajne ćelije i sledećeg menstrualnog ciklusa, pojava ciste može dovesti do poremećaja u narednom menstrualnom ciklusu.

## Etiopatogeneza
Cista žutog tela formira se ukoliko ne dođe do skupljanja (degeneracije) folikularne kese nakon pucanja folikula i oslobađanja jajne ćelije u jajovod, već dolazi do ponovnog zatvaranja folikula,  i nakupljanja tečnosti u njemu.
Većina cisti žutog tela nestaje nakon nekoliko nedelja, a njihova veličina može dostići i 10 santimetara. Ove ciste imaju tendenciju krvarenja i uvijanja jajnika ili torzije, praćenih jakim bolom poput uboda noža.

## Klinička slika
Luteinske ciste se nalaze najčešće obostrano, pre svega kod mole hidatidoze. Često nema nikakvih simptoma ali kao i kod drugih cisti mogu se javiti:
- promene normalnog menstrualnog ciklusa,
- bol tokom ili nakon seksualnog odnosa,
- osećaj punoće i oticanja u donjem delu trbuha,
- promene u mokrenju,
- promene u pražnjenju creva.

## Dijagnoza
Kako lekar može osetiti neke ciste jajnika tokom karličnog pregleda (ali ne uvek) on može da sprovede neke dijagnostičke testove da bi procenio i dijagnostikovao ciste na jajnicima, uključujući:
- test trudnoće, koji može signalizirati prisustvo ciste žutog tela

- ispitivanje hormona

- ultrazvuk karlice

- hirurške procedure, kao što je laparoskopija, gde lekar ubacuje instrument u matericu kroz mali rez u njenom stomaku

Neki lekari mogu da sprovode testove da bi proverili nivoe određenih supstanci u krvi koje se koriste za otkrivanje raka jajnika, kao što je test antigena raka 125 (CA 125), ako je cista čvrsta i osoba ima veći rizik od raka jajnika. Međutim, trebalo bi imati u vidu da nivoi CA 125 takođe mogu porasti u nekanceroznim stanjima kao što je endometrioza.

## Terapija
U većini slučajeva ciste se spontano povlače i zahtevaju samo ultrazvučno praćenje i povremenu kontrolu.
Kod težih oblika koriste se hormonski preparati — gestagenske supstitucije u drugom delu menstrualnog ciklusa kao i kontraceptivne pilule koje mogu zaustaviti rast i pojavu cista.

## Komplikacije
Kao posledica neblagovremenog lečenja mogu nastati sledeće komplikacije:
- prsnuće ciste, praćeno jakim bolom u donjem delu trbuha, slabošću, mučninom i povraćanjem.
- uvrnuće (torzija) peteljke ciste i prsnuće,
- suženje porođajnog kanala.

## Spoljašnje veze
|  | Molimo Vas, obratite pažnju na važno upozorenje u vezi sa temama iz oblasti medicine (zdravlja). |